# Happurger Bach
Der Happurger Bach ist ein linker Nebenfluss der Pegnitz, eines Flusses im Nürnberger Land. Er entsteht aus der Vereinigung des linken Rohrbachs mit dem rechten Talbach in der Nähe der Claramühle.

## Geographie

### Verlauf
Der Happurger Bach fließt zunächst entlang der Staatsstraße 2236 nach Thalheim, durchquert den Ort und fließt dabei unter der Alfelder Straße und Heldmannsberger Straße sowie unter dem Weg „Im Felsen“ durch, bevor er den Ort wieder verlässt. Danach verläuft er südlich der Staatsstraße 2236 bis nach Förrenbach, wo ihm von links der Molsbach zufließt und er sich zwischen Furtweg und Sandweg aufteilt. Westlich des Ortes vereinigen sich die beiden Arme wieder. Später unterquert der Bach die Staatsstraße 2236 und mündet in den Happurger See. Diesen verlässt er am Pumpspeicherkraftwerk Happurg und durchquert Happurg, fließt östlich am Happurger Baggersee vorbei und mündet anschließend in die Pegnitz.

### Zuflüsse
Liste einer Auswahl der Zuflüsse, Seen und Abzweige, jeweils vom Ursprung zur Mündung.
- Rohrbach, linker Oberlauf von Osten
  - Alfelder Bach, linker Oberlauf von Südsüdwesten
    - (Bach aus dem Rinntal), von links und Westen

  - Kirchthalmühlbach, rechter Oberlauf von Südosten
    - → (Abgang des Mühlbachs), nach rechts kurz vor Alfeld-Claramühle

  - ← (Mündung des Mühlbachs), von rechts unterhalb von Claramühle
- Talbach, rechter Oberlauf von Ostnordosten
- Mühlbach, von links und Westsüdwesten bei Happurg-Thalheim aus dem Entental
- (Abfluss der Steinernen Rinne), von rechts zwischen Thalheim und Happurg-Förrenbach
- Molsbach, von links und Süden in Förrenbach
- →← (Abgang und Rücklauf eines Nebenarms), nach und von rechts in bzw. nach Förrenbach
- Durchfließt zwischen Förrenbach und Happurg den Happurger See; der zugehörige Obersee liegt auf der linken Randhöhe
- Kainsbach, von links und Süden im Happurger See
- Passiert den Happurger Baggersee am linken Ufer unterhalb von Happurg